# Wassermühle Holleben

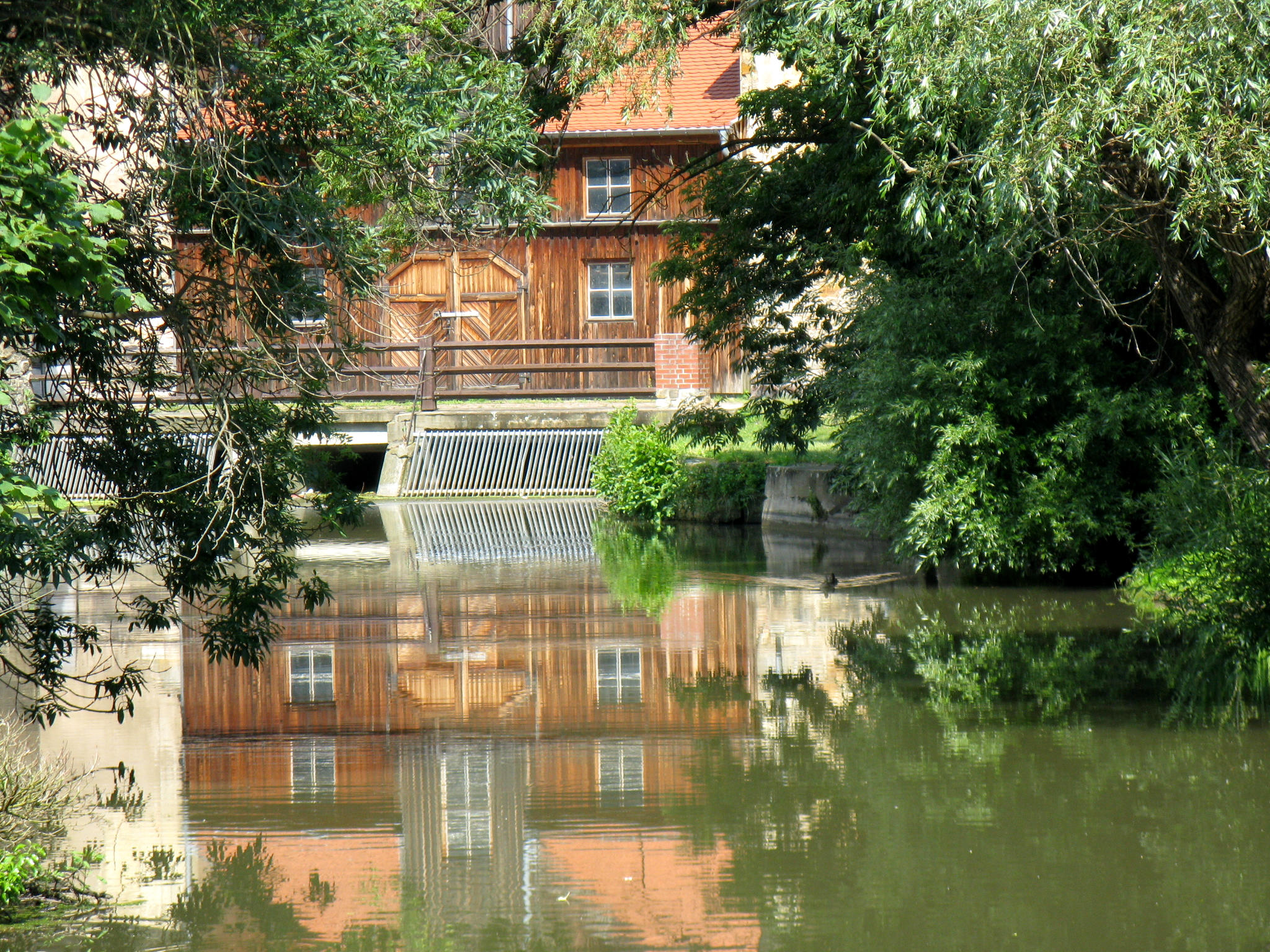
Blick zur Wassermühle / Wassereinlauf

Die Wassermühle Holleben ist eine Mühlenanlage im gleichnamigen Ortsteil der Gemeinde Teutschenthal in Sachsen-Anhalt.

## Geschichte
Die Mühle soll der Legende nach auf die Tätigkeit der Hersfelder Mönche zurückgehen. Diese sollen zunächst im Nachbarort Delitz am Berge gesiedelt haben, von wo aus sie darangegangen sein sollen, ihren Bezirk auch wirtschaftlich zu erschließen. Ihr Werk soll die Anlage einer Wassermühle gewesen sein, was aber nicht nachweisbar ist. Sie sollen dazu einen schon vorhandenen Wasserlauf, einen Nebenarm der Saale (Schriftzug „Hulbe“), genutzt haben, der durch Bau eines Wehres bei Hohenweiden und Eindeichung für die Zwecke einer leistungsfähigen Mühle brauchbar gemacht wurde. Damit sich der kostspielige Bau auch lohnte, mussten alle Ortschaften zwischen Lauchstädt, Korbetha und Passendorf ihr Getreide in Holleben mahlen lassen (Mühlenzwang).
In einer Urkunde des Kaisers Barbarossa vom 21. Februar 1174 nimmt dieser das Augustiner-Chorherrenstift St. Peter zu Roßleben (Rusteleue) mit den namentlich angeführten Besitzungen und den Zugehörungen, darunter auch die Kirche zu Holleben mit dem neuangelegten Dorf, die Mühle, den Wasserzollas und einen Baumgarten über dem Wasser, in seinen Schutz.
Im Jahre 1618 wurde die Mühle neuzeitlich aufgebaut, ihre Einweihung fällt zusammen mit dem Beginn des Dreißigjährigen Krieges.
1713 fiel die Mühle einem Brand zum Opfer, 1737 erfolgte der Wiederaufbau. 1766 brannte die Mühle abermals nieder. Sie wurde 1768 wiederaufgebaut. 1991 erfolgte die Rekonstruktion der Schützanlage.